# Kirche Loickenzin

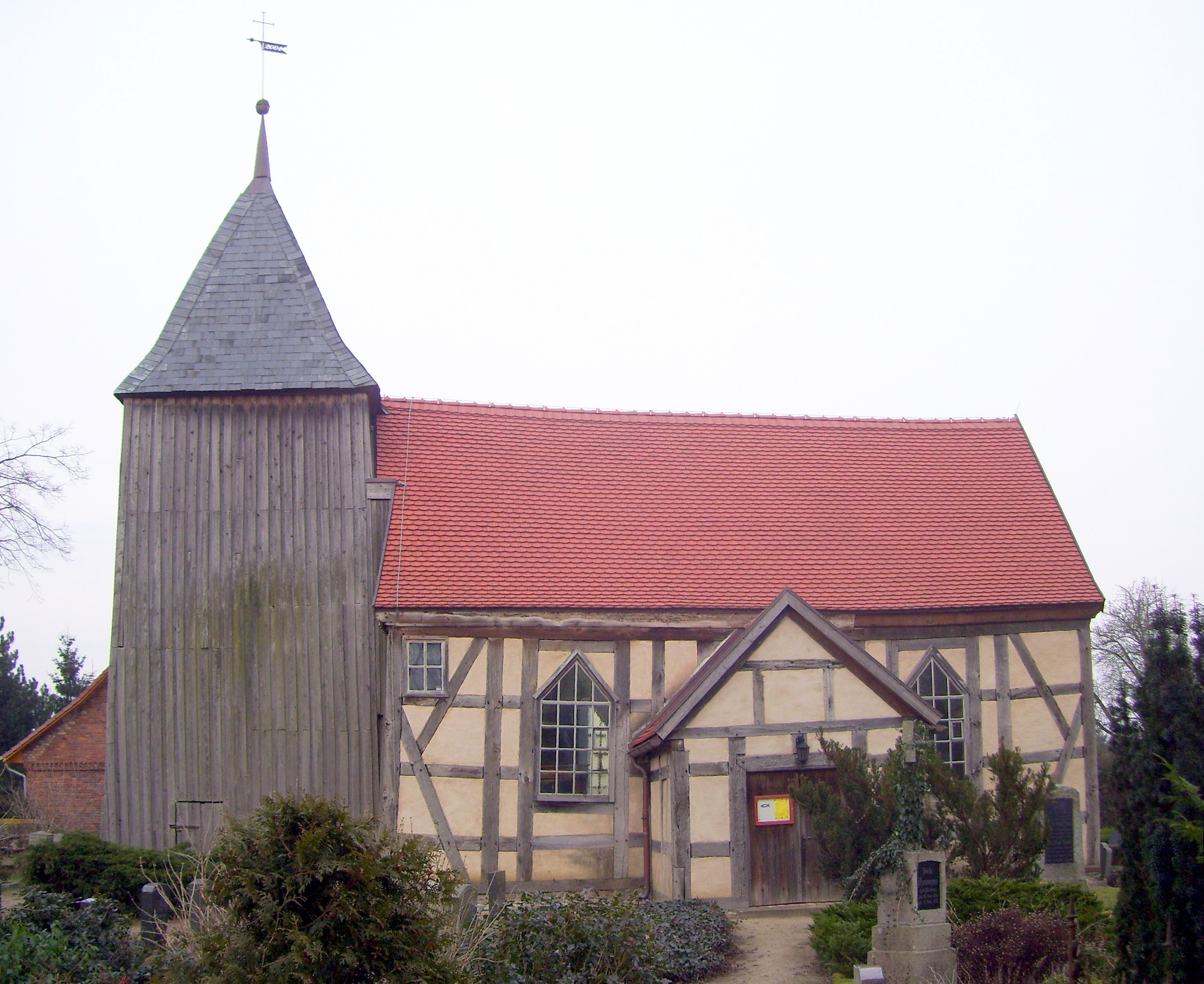
Kirche Loickenzin

Die Kirche Loickenzin ist eine Fachwerkkirche in Loickenzin, einer Ortslage von Altentreptow im Landkreis Mecklenburgische Seenplatte. Sie wurde im 17. Jahrhundert gebaut und gehört zur evangelischen Kirchengemeinde Klatzow in der Propstei Demmin im Pommerschen Evangelischen Kirchenkreis.

## Geschichte
Der Ort Loickenzin gehörte bis 1575 zum Kloster Verchen. Danach war die Kirche eine Filialkirche von Klatzow. Die heutige Kirche wurde nach dem Dreißigjährigen Krieg neu gebaut oder wieder aufgebaut, der Holzturm um 1700 angebaut.

## Architektur und Ausstattung
Die Kirche ist ein rechteckiger Fachwerkbau mit Südvorhalle und einem mit Brettern verblendeten Westturm.
Sie ist innen flachgedeckt. Der Altaraufsatz von 1693 zeigt die Kreuzigung in der Mitte, das letzte Abendmahl in der Predella und die Auferstehung im oberen Teil.
Die Kanzel mit Schalldeckel ist mit Darstellungen der vier Evangelisten aus dem späten 17. Jahrhundert versehen, deren Aufgang mit den Aposteln Petrus und Paulus. Die Westempore ist mit sechs biblischen Szenen als Bauernmalerei aus dieser Zeit geschmückt. Das Chorgestühl und das Gemeindegestühl sind ebenfalls aus dem 17. Jahrhundert.
Die Orgel wurde 1893 von Barnim Grüneberg aus Stettin als Opus 356 gebaut. Das Geläut im Turm besteht aus zwei Glocken, von denen eine 1573 gegossen wurde.